# Xysticus maculatipes
Xysticus maculatipes är en spindelart som beskrevs av Roewer 1962. Xysticus maculatipes ingår i släktet Xysticus och familjen krabbspindlar.
Artens utbredningsområde är Afghanistan. Inga underarter finns listade i Catalogue of Life.